# Karin Anckarsvärd
Karin Inez Maria Anckarsvärd, née Olson, le 10 août 1915 et morte le 16 janvier 1969, est une écrivaine suédoise spécialisée dans la littérature jeunesse.

## Biographie
Anckarsvärd est née en 1915 à Stockholm, d'Iris et d'Oscar Olson, un médecin. Elle fait ses études principalement en Suède, étudiant dans un collège commercial à Stockholm sauf pendant un an, de 1934 à 1935, où elle étudie à l'Université d'Oxford. À son retour d'Oxford, elle travaille comme secrétaire, poste qu'elle occupe jusqu'à son mariage avec Carl Anckarsvärd en 1940,.
Anckarsvärd écrit dès son plus jeune âge ; sa première histoire est publiée alors qu'elle n'a que huit ans. Ce n'est qu'après la naissance de ses cinq enfants qu'elle commence vraiment à écrire des histoires pour enfants, en commençant par son livre de 1952, Bonifacius den gröne (« Bonifacius le Vert »). Le récit, racontant les aventures d'un dragon et de deux enfants, est traduit en anglais par son mari et remporte un Spring Book Festival Award. Treize autres livres pour enfants suivent, dont Tag fast spöket! (« Attrapez le fantôme ! ») qui remporte un Spring Book Festival Award en 1961, et Doktorns pojk’ (« Le Fils du Docteur ») qui remporte le prix Nils Holgersson de 1964, prix décerné au meilleur conte pour enfants en langue suédoise. Anckarsvärd travaille également comme journaliste et est publié dans le journal suédois Expressen.
Elle meurt le 16 janvier 1969 à 53 ans, et est enterrée au cimetière du Nord de Solna.

## Œuvres
Ses romans ont été traduits en anglais mais restent inédits dans les pays francophones.
- (sv) Bonifacius den gröne (Bonifacius le Vert), 1952
- (sv) Tag fast magistern!  (Attrapez le maître !), 1954
- (sv) Tag fast spöket! (Attrapez le fantôme !), 1955
- (sv) Tag fast snögubben! (Attrapez le bonhomme de neige !), 1957
- (sv) Bonifacius och Lill-Bonnie (Bonifacius et la petite Bonnie), 1958
- (sv) Varför just Krabat? (Pourquoi Krabat ?), 1958
- (sv) Liten roman om Eva (Petit roman sur Eva), 1959
- (sv) Föräldrafritt med faster Lava (Sans parents avec tante Lava), 1960
- (sv) Jag väntar på Fransiska (J'attends Fransiska), 1962
- (sv) De sex och faster Lava (Les six et tante Lava), 1962
- (sv) Doktorns pojk' (Le Fils du Docteur), 1963
- (sv) Gåtan med ringen (L'énigme de l'anneau), 1964
- (sv) Svenssons pojk' (Le fils de Svensson), 1966suite de Doktorns pojk'
- (sv) Riktiga djur och nästan riktiga (Des animaux réels et presque réels), 1967

## Récompense
- 1964 : prix Nils Holgersson pour Doktorns pojk'